# Championnat de Formule 2 de la CODASUR
Le Championnat de Formule 2 de la CODASUR est une compétition automobile qui a existé entre 1983 et 1986, mais qui ne respectait pas le règlement technique FIA en vigueur pour le Championnat d'Europe de Formule 2. 

## Palmarès
| Année | Vainqueur           | Voiture          |
| ----- | ------------------- | ---------------- |
| 1983  | Guillermo Maldonado | Berta Volkswagen |
| 1984  | Guillermo Maldonado | Berta Volkswagen |
| 1985  | Guillermo Maldonado | Berta Volkswagen |
| 1986  | Guillermo Maldonado | Berta Volkswagen |